# Коњецпол
Коњецпол (пољ. Koniecpol) је град у Пољској у Војводству Шлеском у Повјату częstochowski. Према попису становништва из 2011. у граду је живело 6.345 становника.

## Становништво
Према прелиминарним подацима са пописа, у граду је 2011. живело 6.345 становника.
| 2002. | 2011. | 2012. |
| ----- | ----- | ----- |
| 6.534 | 6.345 | 6.233 |